# Нацваладзе, Клавдия Васильевна
Клавдия Васильевна Нацваладзе (1939 год, село Аксана, Махарадзевский район, Грузинская ССР) — звеньевая колхоза села Аксана Махарадзевского района, Грузинская ССР. Герой Социалистического Труда (1966).

## Биография
Родилась в 1939 году в крестьянской семье в селе Аксана Махарадзевского района. После окончания местной сельской школы трудилась на чайной плантации в местном колхозе села Аксана Махарадзевского района. В последующем была назначена звеньевой комсомольско-молодёжного чаеводческого звена.
В июне 1963 года после полёта Валентины Терешковой в космос члены её звена приняли обязательство в честь Валентины Терешковой собирать ежедневно не менее четырёх килограммов зелёного чайного листа, в результате чего звено досрочно выполнило плановые задания по сбору чайного листа Семилетки (1959—1966). Указом Президиума Верховного Совета СССР от 2 апреля 1966 года удостоена звания Героя Социалистического Труда за «достигнутые успехи в развитии сельского хозяйства, промышленности и науки Грузинской ССР» с вручением ордена Ленина и золотой медали «Серп и Молот» (№ 10861).
В 1966 году избиралась делегатом XXIII съезда КПСС.
Дальнейшая судьба неизвестна.